# 아돌프 히틀러와 채식주의

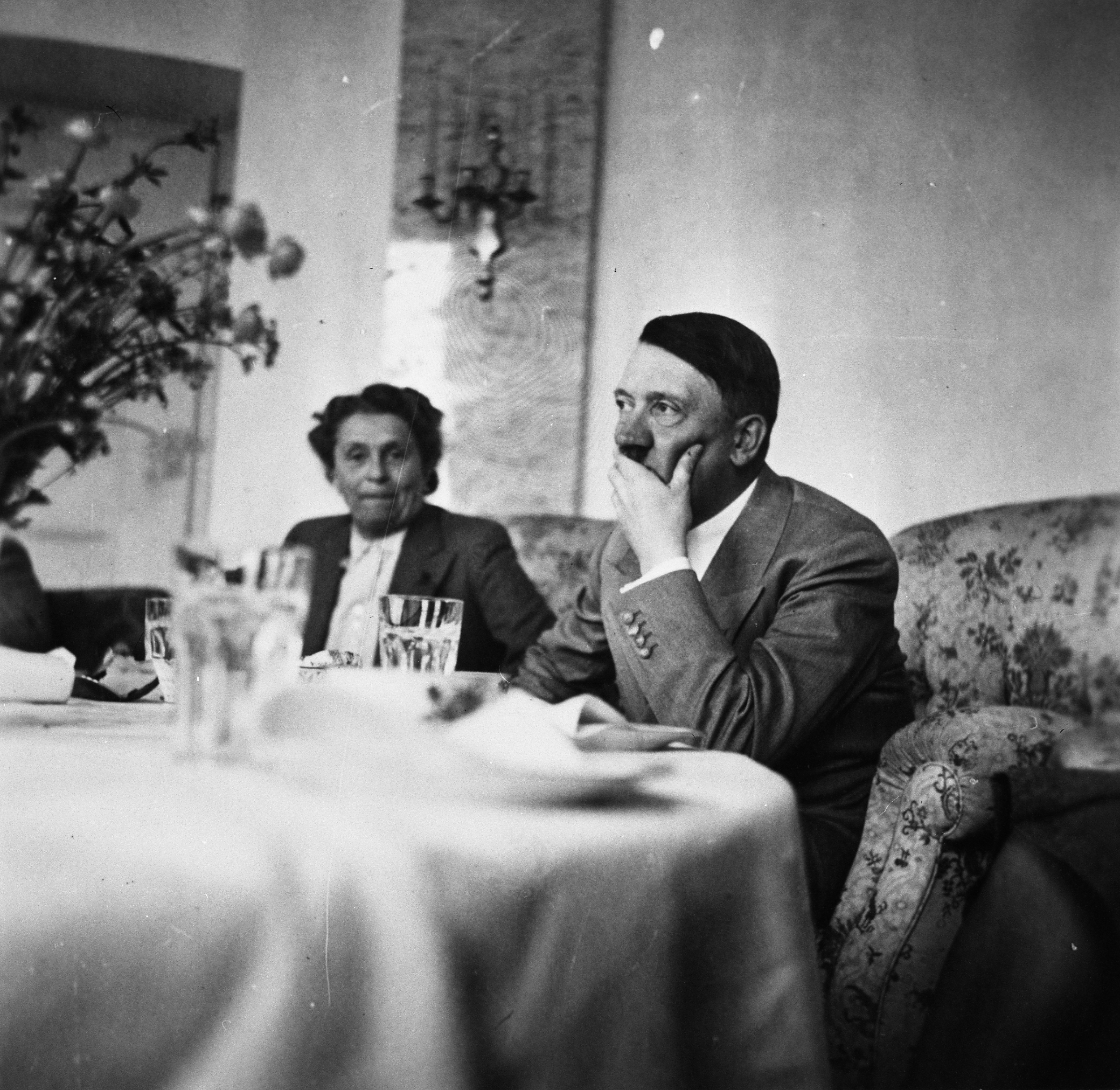
저녁 식사 중인 아돌프 히틀러의 모습.

1933년부터 사망할 때까지 나치 독일의 총통이자 독재자였던 아돌프 히틀러는 생애 말년에 채식주의를 실천했다. 제2차 세계 대전 이전 히틀러의 식습관에 관한 기록에 따르면 1937년까지도 고기를 먹었다는 기록이 있어 그가 언제부터, 왜 채식주의를 실천했는지는 명확하지 않다. 1938년 히틀러의 주치의들은 그에게 고기가 없는 식단을 처방했고, 이로 인해 채식주의자이자 동물 애호가라는 그의 대중적 이미지가 형성되었다. 1942년부터 히틀러는 스스로를 채식주의자라고 언급하기 시작했다.
히틀러와 친밀하고 그의 식단에 대해 잘 알고 있는 사람들은 이 시기에 그가 고기를 먹지 않았다고 증언했다. 《기억: 제3제국의 중심에서》를 집필한 알베르트 슈페어와 같은 당시의 목격자들은 히틀러가 저녁 식사 자리에서 동물의 고통과 도살을 생생하고 소름 끼치는 방식으로 묘사하여 동료들의 육식 반대를 촉구했다고 말했다. 2018년 프랑스의 법의병리학자들이 히틀러의 아래턱뼈 조각을 검사한 결과, 히틀러의 치아 치석에서는 육섬유 흔적이 발견되지 않았다.
여러 목격자들의 증언에 의하면, 히틀러는 동물 학대와 고통에 대한 이미지에 자주 괴로워했으며, 동물 해부에 반대했기 때문에 채식주의자였다고 한다. 그러나 현대의 일부 분석에 의하면 히틀러가 동물 복지를 지키기 위해서가 아니라 건강상의 이유나 작곡가 리하르트 바그너의 역사 이론에 따른 이념적 이유, 또는 조카의 죽음에 의한 심리적 반응일 수 있다고 추측한다. 또한 일부 역사학자들과 역사평론가들은 그의 채식주의가 대중적 이미지를 강화하기 위해 과장되거나 조작되었다고 주장한다. 역사학자 로버트 페인은 자신의 저서 《아돌프 히틀러의 삶과 죽음》(The Life and Death of Adolf Hitler, 1973)에서 국가선전부 장관 요제프 괴벨스가 히틀러를 "마약과 관련되지 않은 금욕주의자"로 묘사했다며, 히틀러가 술, 담배, 고기를 먹지 않는 것을 강조하여 그를 도덕적인 사람으로 묘사했다고 주장했다.

## 같이 보기
- 나치 독일의 동물보호법

## 참고 문헌
- Arluke, Arnold; Clinton Sanders (1996). 《Regarding Animals》. Temple University Press. ISBN 1-56639-441-4.
- Bullock, Alan (1999) [1952]. 《Hitler: A Study in Tyranny》. New York: Konecky & Konecky. ISBN 978-1-56852-036-0.
- Dietrich, Otto (2010). 《The Hitler I Knew: Memoirs of the Third Reich's Press Chief》. New York: Skyhorse. ISBN 978-1-60239-972-3.
- Hitler, Adolf (2000). 《Hitler's Table Talk, 1941-1944: His Private Conversations》 (PDF). 번역 Cameron, Norman; Stevens, R. H. Enigma Books. ISBN 978-1929631056.
- Proctor, Robert N. (1999). 《The Nazi War on Cancer》. Princeton University Press. ISBN 0-691-07051-2.

## 같이 읽기
- Ferguson, R. (2001). 《Hitler Was A Vegetarian》. Famedram Publishers Ltd. ISBN 0-905489-71-3.